# 凌源市
凌源市是辽宁省朝阳市下辖的县级市。位于中国东北和华北地区交界地带。因是大凌河的发源地得名。总面积3278平方公里，市人民政府驻市府路西段61号。

## 历史
凌源历史悠久，旧石器时代晚期，先民即在辖境内劳动、繁衍、生息。新石器时代，城北15公里处的牛河梁，“曾存在一个具有国家雏型的原始文明社会”。
商代属孤竹国地。周初属燕国，燕昭王置右北平郡，该地属之。前221年秦统一六国后，于今东城安杖子村置平刚县，仍隶右北平郡。前202年，汉朝将右北平郡移至平刚，这里成为郡、县两级治所。建武后，右北平郡治迁土垠（今河北丰润东南），本境为乌桓地。三国时属魏。两晋南北朝时期，先属鲜卑段部，后并入慕容部，先后为前燕、前秦、后燕和北燕地；後归北魏、北齐所辖。隋代隶辽西郡柳城县。唐代隶营州柳城县，后为厍莫奚、契丹地。辽为榆州（领和众、永和二县）、潭州龙山县（喀左白塔子）地，隶中京道大定府。金代属和众、龙山二县地，隶北京路。元为和众县、龙山县和惠州地，隶大宁路。
明初，为营州左屯卫和中屯地，隶大宁都指挥使司（治所今宁城黑城子）。永乐后大宁都司南迁，此地被废弃。天顺后，属朵颜卫。嘉靖二十五年（1546年）起，为蒙古达延汗后裔各部所辖。崇祯八年（后金天聪九年，1635年），为喀喇沁左翼旗地，隶卓索图盟。清乾隆三年（1738年）于今城关设塔子沟厅，隶直隶省。乾隆四十三年（1778年）撤厅置建昌县，隶承德府。光绪二十九年（1903年）隶朝阳府。
民国3年（1914年），因与江西建昌府重名，依大凌河发源于本境，改称凌源县，隶热河特别区。民国17年（1928年）改为热河省。民国20年（1931年），划出部分区域設凌南设治局。民国22年（1933年），日军占領此地，隶滿洲國热河省公署。民国26年（1937年），凌源、凌南合并为建昌县，治所迁至今建昌镇。民国29年（1940年）废县存旗，属喀喇沁左旗公署。民国34年（1945年）日本投降后，中共建立凌源县人民政府，隶属冀热辽区热东专署。民国35年（1946年）1月，国军进占县城，建立县政府。
1947年6月，中共東北野戰軍攻佔凌源县城。1948年12月，热东专署被撤销，凌源县隶热河省。1956年1月，热河省撤销，凌源县划归辽宁省锦州专区。1959年1月隶辽宁省朝阳市。1992年2月14日撤县设市，成立县级凌源市，仍隶属辽宁省朝阳市。

## 人口
根据第七次人口普查数据，截至2020年11月1日零时，凌源市常住人口为540832人。

## 行政区划
凌源市下辖5个街道办事处、16个镇、5个乡、1个民族乡：
东城街道、北街街道、南街街道、红山街道、城关街道、万元店镇、宋杖子镇、三十家子镇、杨杖子镇、刀尔登镇、松岭子镇、四官营子镇、沟门子镇、小城子镇、四合当镇、乌兰白镇、瓦房店镇、大河北镇、牛营子镇、三道河子镇、刘杖子镇、大王杖子乡、前进乡、北炉乡、三家子蒙古族乡、佛爷洞乡和河坎子乡。

## 交通

### 城际交通

#### 铁路客运
凌源市目前有11个办理客运的火车站：牛河梁，凌源东，凌源，水泉，三十家，魏杖子，东沟门，东营子，刀尔登，杨杖子，北磴，任家店。
其中，牛河梁、凌源东、凌源车站可以方便地到达市区，公交行车时间约20分钟左右，详见“市内公交”。

#### 公路客运
凌源市各乡镇均有客运站，凌源市内还设有凌源客运站，每日有超过100趟车往返于凌源市区和周围乡镇乃至朝阳，平泉，宽城，叶柏寿，锦州，沈阳，北京等地，公路客运方便快捷。
- 101国道、 306国道过境。

### 市内交通
本节也收录凌源与市区周边卫星城镇的通勤化高频公交。

#### 市内公交
目前有五趟线路正在运营。
1路：仪表厂—八里堡菜市场
途经：东大桥，大十字，龙回首，火车站，金鼎高中等站点，大部分线路都为东西走向，经由市府路，红山路（101国道）走行，仅东大桥东部分路段不在主干道上走行，全程运营时间：约25-30分钟。
2路：凌钢西区—东山
途经：凌钢大门，钢城饭店，凌水湾，凌钢道口，北大桥，天益广场，大十字，南大桥，马场，高铁站。绝大多数线路为南北走向，经由红山路（101国道），北大街，南大街，老宽线走行，仅凌钢附近沿厂区行走。全程运营时间：35-45分钟。
3路：八间房加油站—职教中心
途经：八间房菜市场，钢达花苑，北大桥，国际酒店，市医院，大十字，城关街道，分局医院，火车站。本线路在进入市区前绕城走行，进入市区后经由市区各大繁华地带，出城后继续绕城走行，随后前往火车站方向。经由306国道，城北街，红山路（101国道），市府路，南大街，凌河街，红山路西段，站前街。全程运营时间：约30分钟。
4路：山官店子（实际地名为三官甸子）—龙回首
途经：钢城饭店，凌东车站（双圆小区），北大桥，东大桥，大十字，城关街道，分局医院，龙回首。本线路从城北进入环城路，绕行城市东北后进城，穿城之后绕行凌河街，继续绕城走行，在城西龙回首站到达终点。经由：红山路（101国道），工人街，东环路，市府路，南大街，凌河街。全程运营时间：约40分钟。
5路：（目前暂停营运）
6路：东五里堡小学—恒福家园
途经：文化大厦，东大桥，大十字，天益广场，市医院，中心市场，美食城，城关街道南。本线路从城东进城，到达城市中央后北行，之后绕行城西北，在市医院道口再次进城，到达中心市场之后南行。全程运营时间：25-30分钟。
此5条线路票价均为1元，上车投币。

#### 与卫星乡镇间的通勤化交通
热水汤公交：
鸿凌超市始发，沿3路公交线路走行，到达八间房加油站之后向东转入凌热线前往热水汤。
途经站点：市内3路各站点，八间房，万元店，热水汤，每小时开行4-6班（6：00-18：00）
小城子公交：
鸿凌超市始发，沿3路公交线路走行，到达八间房加油站之后继续前行，前往小城子。
途经站点：市内3路各站点，八间房，小城子，（部分车次）新房子，每小时开行2-3班（6：00-17：40）
宋杖子公交：
市政府始发，沿1路公交线路走行，到达八里堡后继续前行，前往宋杖子，部分车次还到达大王仗子。
途经站点：市内1路各站点，八里堡，十五里堡，二十里堡，二十五里堡，宋杖子，大小新房子，每小时开行3-5班（6：00-18：20）
乌兰白公交：
东十字始发，沿6路公交线路走行，到达东城街道后南行前往乌兰白。
途经站点：市内6路各站点，花卉市场，房申，东五官营子，哈吧气，乌兰白，每小时开行2班（7：00-18：00）
此4条线路均运营市区平行公交区段通勤人流，市内票价2元，出城分段计价，出城下车收费，进城上车收费。

## 古迹
牛河梁红山文化遗址